# Чишминский сельсовет (Дюртюлинский район)
Чишминский сельсове́т — упразднённая в 2008 году административно-территориальная единица и сельское поселение (тип муниципального образования) в составе Дюртюлинского района. Почтовый индекс — 452328. Код ОКАТО — 80224852000. Объединён с сельским поселением Исмаиловский сельсовет.

## Состав сельсовета
село Чишма — административный центр, деревни деревни Зитембяк, Сикаликуль.

## История
Закон Республики Башкортостан от 19.11.2008 N 49-з «Об изменениях в административно-территориальном устройстве Республики Башкортостан в связи с объединением отдельных сельсоветов и передачей населённых пунктов», ст.1 п. 20) д) гласил:

 "Внести следующие изменения в административно-территориальное устройство Республики Башкортостан:
 объединить Исмаиловский и Чишминский сельсоветы с сохранением наименования «Исмаиловский» с административным центром в селе Исмаилово.
Включить село Чишма, деревни Зитембяк, Сикаликуль Чишминского сельсовета в состав Исмаиловского сельсовета.

Утвердить границы Исмаиловского сельсовета согласно представленной схематической карте.

Исключить из учётных данных Чишминский сельсовет

## Географическое положение
На 2008 год граничил с Илишевским районом, с муниципальным образованием Исмаиловский сельсовет («Закон Республики Башкортостан от 17.12.2004 N 126-з (ред. от 19.11.2008) „О границах, статусе и административных центрах муниципальных образований в Республике Башкортостан“»).